# Harry Gerlach
Harry Gerlach (* 8. März 1927 in Albrechts; † 10. März 1995) war ein deutscher Schriftsteller und Heimatforscher.

## Leben
Zu Beginn der 1950er Jahre unternahm er erste Schreibversuche in der Arbeitsgemeinschaft Junger Autoren bei der Abteilung Kultur des Rates des Bezirkes Suhl. 1953 nahm er am Wettbewerb der Laienschriftsteller des Bezirks Suhl teil und gehörte mit seiner Kurzgeschichte 1813 – Das Jahr der Befreiung zu den ausgezeichneten Einsendern. Seinen Lehrerberuf übte er an verschiedenen Schultypen in Geisa aus, ab 1959 an einer Hilfsschule. Seine Lehrfächer waren Deutsch und Geschichte. Im Dezember 1965 zog er nach Bad Salzungen. Zuletzt, in den 1980er Jahren, war er Lehrer in Helmershausen (Rhönblick). Der nebenher schreibende vierfache Vater legte mehrere Kinderbücher und Publikationen zur Orts- und Regionalgeschichte Thüringens vor. Er war Mitglied der Sozialistischen Einheitspartei Deutschlands.

## Werke (Auswahl)
- Hecht und seine Freunde. Kinderbuchverlag, Berlin [1962].
- Die weiße Spur. Militärverlag der DDR, Berlin, 1. Aufl. 1981.
- Die Wundermedizin und andere Geschichten vom Helfen. Kinderbuchverlag, Berlin 1988.
- Brotterode–Pappenheim–Trusetal–Steinbach bei Bad Liebenstein. 2. Aufl. 1984 (Tourist-Wanderheft, 10).
- Schmalkalden–Steinbach-Hallenberg–Breitungen. 3. bearb. Aufl. 1985 (Tourist-Wanderheft, 36).
- Schmalkalden. 1994, ISBN 3-623-00976-8.